# هربرت یوستاس ماکسول
هربرت یوستاس ماکسول (انگلیسی: Sir Herbert Maxwell؛ ۸ ژانویه ۱۸۴۵ – ۳۰ اکتبر ۱۹۳۷) نظامی و سیاست‌مدار اهل بریتانیا بود. وی همچنین برندهٔ جوایزی همچون همکار انجمن سلطنتی شده‌است.